# Aussillon
Aussillon ist eine französische Gemeinde mit 5617 Einwohnern (Stand 1. Januar 2022) im Département Tarn in der Region Okzitanien (zuvor Midi-Pyrénées). Sie gehört zum Arrondissement Castres und liegt im Kantone Mazamet-1 (zuvor Mazamet-Sud-Ouest). Die Einwohner nennen sich Aussillonnais.

## Geographie
Aussillon liegt an den nördlichen Ausläufern der Montagne Noire (dt. „Schwarzes Gebirge“) westlich von Mazamet und etwa 15 Kilometer südöstlich von Castres. Die Gemeinde wird im Norden durch den Fluss Thoré begrenzt.

## Wappen
Beschreibung: In Gold zwei schwarze Schräglinksbalken und auf den goldenen Plätzen sechs (3;2;1) schwarze Hähne. 

## Bevölkerungsentwicklung
- 1962: 4504
- 1968: 6663
- 1975: 8383
- 1982: 8178
- 1990: 7673
- 1999: 6865
- 2006: 6696

## Verwaltung
Seit 1989 ist Didier Houlès Bürgermeister der Gemeinde. 

## Sehenswürdigkeiten
- Kirche Saint André